# Аюнтамьенто
Аюнтамье́нто (в старой транскрипции аюнтамие́нто, исп. Ayuntamiento) — муниципальный орган в Испании.
Развившиеся из учреждений римлян и усилившиеся во время войн с маврами, аюнтамьенто приобрели скоро значительное влияние в государственной жизни. Вследствие неудачного восстания Хуана де Падильи в 1521 году и беспощадной жестокости Карла V, подавлявшего все сословные преимущества, свобода городов в течение трёх следующих столетий была утрачена. Несмотря на это, память о ней не угасала в народе. Поучительным доказательством тому служит комедия Кальдерона — «Алькад Саламеи».
Восстание 1808 года также опиралось преимущественно на аюнтамьенто. На этом основании кортесы, собравшиеся в 1812 году в Кадиксе, восстановили в основных чертах прежнюю систему, применив её путём многих демократических нововведений к потребностям времени. После реставрации Фердинанда VII самостоятельность аюнтамьенто была уничтожена, но кортесы восстановили её законом 3 февраля 1823 года. Затем после французского нашествия аюнтамьенто вторично утратили свою самостоятельность, которая конституцией 1837 года опять подтверждена. Согласно этому закону, аюнтамьенто и их председатель (алькад) избираются непрямыми выборами общин; правительство может приостановить временно действия аюнтамьенто, но обязано впоследствии получить одобрение кортесов, которые одни только имеют право распустить аюнтамьенто. К компетенции последних относится: составление списков избирателей и присяжных, организация национальной гвардии, полиция, распределение и взимание податей и заведование имуществом общины.
В 1840 году кортесы одобрили проект нового закона, составленного по французскому образцу. По этому закону аюнтамьенто лишались своего политического влияния и деятельность их была ограничена в пределах только городских интересов. Что касается до избирательного права, то оно предоставлялось лишь лицам, платящим высокий оклад налогов. Этот закон не был приведён, впрочем, в исполнение, вследствие восстания, которое повело к изгнанию королевы-регентши Марии-Христины.
В период времени с 1840 до 1843 года вступил опять в силу закон 1823 года. За последовавшей контрреволюцией, кортесы приняли в 1845 году изменённый под французским влиянием закон 1840 года. Последний оставался в силе до сентябрьской революции 1868 года, которая опять возобновила действие закона 1823 года и видоизменила его в муниципальном законе 1870 года. По новому положению члены аюнтамьенто (concejales) избираются округом общей и прямой подачей голосов, а алькад и его заместители (tenientes) — concejales’aми. В качестве «хозяйственно-административных единиц» аюнтамьенто исключены совершенно из области политической, только должность алькада имеет политический характер, да ещё списки избирателей составляются аюнтамьенто. Административная власть последних остаётся в пределах, установленных законом 3 февраля 1823 года. Заведование общинным имуществом и благотворительными учреждениями, а также сбором податей ограничивается участием и контролем провинциальных властей. Далее, под властью аюнтамьенто не состоит никакая вооружённая сила, кроме полицейской стражи. В случае нарушения закона со стороны аюнтамьенто, губернатор провинции и правительство имеют право приостановить их действие, но последнее решающее слово должна произнести судебная власть. Общий муниципальный закон видоизменён по требованию фуэросов в провинциях, населённых басками, и, в меньшем объёме, в Наварре.
Когда, со вступлением на престол Альфонса XII в декабре 1874 года у кормила правления стала реакционерная партия либерал-консерваторов (министерство Кановаса), она не замедлила вновь отменить действие закона 1870 года об аюнтамьенто. Такая мера была принята в видах непосредственного подчинения правительству муниципальных властей. Избрание алькадов было разрешено лишь в ограниченном объеме и в более мелких местностях государства. Губернаторы, особенно во время избирательной агитации, произвольно закрывали аюнтамьенто. Министерство Сагасты (с февраля 1881 года) в 1882 году предложило на рассмотрение кортесов проект реформы аюнтамьенто. Проект этот отвечал давно назревшим в испанском обществе требованиям реформы, в смысле возвращения к большей самостоятельности городского управления.